# دیانا
دیانا (به انگلیسی: Diana) در روم باستان به الهه ماه و شکار شناخته می‌شود.

## نماد
در هنر معمولاً او را به صورت شکارچی با تیر و کمان نشان می‌دهند که سگ‌های شکاری همراهش هستند.

## تاریخچه

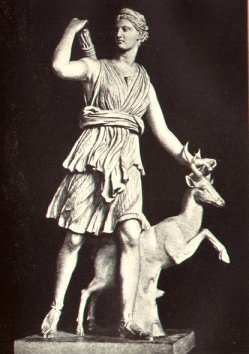
پیکرهٔ رومی دیانا

دیانا رب‌النوع ایتالیایی و رومی است که با آرتمیس تطبیقش داده‌اند. ظاهراً از مدت‌ها پیش، شاید از قرن ۶ قبل از میلاد، به‌وسیلهٔ کوچ‌نشین‌های یونانی در ایتالیای جنوبی مخصوصاً آن‌ها که در Cumes ساکن شدند صورت گرفت. منتهی این کار صفات و مختصات این رب‌النوع را که حکایت ساده‌ای دربارهٔ او رایج بود و از طرف اقوام بدوی ستایش می‌شد به دست فراموشی سپرد. اما داستان‌ها و شاخ و برگ‌هایی که بعدها به آن افزودند موجب شهرت وی گردید. قدیمی‌ترین محراب و ستایش گاه او در Copoue که در آنجا به نام Diana Tifatina معروف بود و در Arieie (در ساحل دریاچهٔ Nemi نزدیک رم) که در آنجا او را Diana Nemorensis، دیانا جنگل‌ها می‌خواندند، قرار داشت. چنین معروف بود که دیانا جنگل همان Artemis Detauride بوده‌است که به وسیلهٔ Orestes (فرزند آگاممنون) به ایتالیا انتقال یافت و همین موضوع علت وحشیگری‌هایی را که در مذهب او دیده می‌شود تشریح می‌کند. کاهن دیانا جنگل در پاره‌ای از موارد هرکس را که مایل به جانشینی او بود را می‌توانست بکشد. در کاپوآ ، افسانه‌ای دربارهٔ یک اسب ماده که وقف دیانا بود رواج داشت که این حیوان عمر بسیار طولانی داشته و سرنوشت او وابسته به بقای شهر بود. کالیماک (پیندار در قطعات Fragments سطر ۷۹) در سرودی که برای (دیانا، آرتمیس) ساخته می‌گوید: آرتمیس پیش از آپولون (فوئبوس رومی‌ها) به دنیا آمده و به هیچ وجه مادر خود (لتو) را ناراحت نکرده‌است.

### لقب‌ها
ایزیس یکی از معروفترین ایزد بانوان هلنیسی بوده‌است، در کتیبهٔ مصری متعلق به ایزیس چنین آمده‌است: سوری‌ها وی را آستارته، آرتمیس و دیانا می‌نامیدند؛ که وی ایزد بانوی زنان، ازدواج و کودکان بود و در یکی از سروده‌هایش آمده‌است:من آن بانویی هستم که زنان او را الهه می‌گویند. مقرر کردم تا مردها، زنان را دوست بدارند …
اوکینا لقبی است که در اصل به یونو داده شده بود اما گاهی لقب دیانا هم هست که نقش وی را به عنوان ایزد بانوی زایش می‌شناسند که کودکان را به جهان روشنی می‌آورد.

## دیانای افسوسی
گونه‌ای از ایزد بانوی دیانا به نام دیانای افسوسی Diana of Ephesiane است که به سان خدایی همچون خودش در افسوس آسیایی کهن پرستش می‌شد. در اصل او ریشه در ایزد بانوی یونانی زمین دارد که سپس به ایزد بانوی رومی دیانا پدیدار می‌شود. البته او در افسوس دارایی هویتی جداگانه است. پرستش‌گاه وی را یکی از عجایب جهان باستان می‌دانند.

## دیانای رومی
در روم، نخستین معبد بزرگی که منحصراً وقف دیانا شد معبدی بود که بر تپه آونتین جای داشت. موافق آنچه که تیتوس لیویوس در کتاب از پیدایش روم نقل کرده، رومیان و لاتینان این معبد را در سدهٔ ششم قبل از میلاد بنا کردند. قصّه آن بود که سرویوس تولیوس، ششمین شاه روم، شیفتهٔ عظمت معبد آرتمیس در افسوس شده بود، زیرا که شنیده بود که برای ساختنِ این معبد تمام دولت‌شهرهای آسیای صغیر (ترکیهٔ امروزی) با هم همکاری کرده بودند. پس او از دولت‌شهرهای اتحادیهٔ لاتین خواست که با او و دولتش همکاری کنند تا چنین معبدی در روم بسازند. لاتینان پذیرفتند و با کمک رومیان معبدی بر تپهٔ آونتین بنا کردند و وقف آرتمیسش کردند.

## وقف دیانا
کامیلا Camilla دختر آمازونی شاه متابوس Metabus از پریورنومPrivernum بود که دخترش را به زوبینی بست که وقف دیانا بود و او را از روی رود آمیسنوس Amisenus پرتاب کرد تا دیانا از وی نگه داری کند.